# Karl Walter Lindenlaub
Karl Walter Lindenlaub (19 de junio de 1957, Bremen) es un director de fotografía alemán. 

## Biografía
Creció en Hamburgo, estudió en la Universidad de Televisión y Cine de Múnich y fue becado en la National Film and Television School de Reino Unido. 
Al principio hizo películas estudiantiles y películas profesionales en Alemania. Con el tiempo atrajo así la atención de Roland Emmerich, con el que hizo Estación lunar 44 (1990). Estuvo tan impresionado con su trabajo, que, cuando se trasladó a Estados Unidos, Emmerich lo reclutó allí para sus siguientes trabajos. Así, a principios de la década de 1990 se pudo trasladar a Los Ángeles, Estados Unidos, donde realizaría sus mayores trabajos. 
Con Emmerich hizo allí películas como Soldado Universal (1992) e Independence Day (1997). También hizo otras películas como Rob Roy (1995), Maid in Manhattan (2002) y Las crónicas de Narnia: el príncipe Caspian (2008). Finalmente Lindenlaub hizo películas y series para televisión tanto en Alemania como en los Estados Unidos.
Lindenlaub es miembro tanto de la Bundesverband Kamera como de la American Society of Cinematographers, las principales asociaciones de directores de fotografía de Alemania y de Estados Unidos. También recibió 2 Premios y 1 Nominación durante su carrera. 
Adicionalmente tiene mucha experiencia en hacer publicidad colaborando en ello, a menudo, con los hermanos Snorri. 

## Filmografía
- Dolphin Tale (2011).
- Kill the Irishman (2011).
- Ninja Assassin (2009).
- Las crónicas de Narnia: el príncipe Caspian (2008).
- Georgia Rule (2007).
- Zwartboek (2006).
- Guess Who (2005).
- Because of Winn-Dixie (2005).
- Maid in Manhattan (2002).
- The Banger Sisters (2002).
- City by the Sea (2002).
- The Princess Diaries (2001).
- One Night at McCool's (2001).
- Isn't She Great (2000).
- The Haunting (1999).
- The Jackal (1997).
- Red Corner (1997).
- Independence Day (1996).
- Íntimo y personal (1996).
- Last of the Dogmen (1995).
- Rob Roy (1995).
- Stargate (1994).
- CB4 (1993).
- Casualties of Love: The Long Island Lolita Story (telefilme) (1993).
- Polski Crash (telefilme) (1993).
- Soldado Universal (1992).
- Eye of the Storm (1991).
- Das tätowierte Herz (1991).
- Estación lunar 44 (1990).
- Der schönste Busen der Welt (corto) (1990).
- Todesvisionen - Geisterstunde (video) (1989).
- Im Jahr der Schildkröte (1988).
- Hollywood Monster (1987).
- Lebe kreuz und sterbe quer (1985).
- Der fremde Donner (corto) (1984).
- Alleingang (1983).
- Tango im Bauch (1983).
- Altosax (telefilme) (1980).